# Güímar
Güímar è un comune spagnolo di 15 271 abitanti situato nella comunità autonoma delle Canarie.